# Maçanes
Maçanes, oficialment i tradicionalment escrit Massanes, és un municipi de la comarca de la Selva. Fa part de la subcomarca del Baix Montseny.

## Geografia
- Llista de topònims de Maçanes (Orografia: muntanyes, serres, collades, indrets..; hidrografia: rius, fonts...; edificis: cases, masies, esglésies, etc).

| Entitat de població | Habitants (2024) |
| el Rieral           | 323              |
| Maçanes             | 168              |
| Cambrerol           | 123              |
| el Marquès          | 105              |
| Can Tià Camps       | 71               |
| Collformic          | 42               |
| Polígon Industrial  | 11               |
| Font: Idescat       |                  |

## Història
El 18 d'agost de 1713 l'Expedició del Braç Militar va arribar a Maçanes on s'incorporaren els regiments de fusellers no dissolts d'Ermengol Amill i Moliner i Manuel Moliner i Rau, però els borbònics de Feliciano de Bracamonte van concentrar tropes a prop d'Hostalric i els catalans derroten els borbònics, per a continuació dirigir-se a Arbúcies.
El 1800 formava part de la Batllia de n'Orri, dependent del Vescomtat de Cabrera. Acabat l'Antic Règim, no va ser municipi independent fins que, el 1859, es va segregar de Sant Feliu de Buixalleu (anomenat Vall d'Orri).

## Demografia
| 1497 f | 1515 f | 1553 f | 1717 | 1787 | 1857 | 1877 | 1887 | 1900 | 1910 |
| ------ | ------ | ------ | ---- | ---- | ---- | ---- | ---- | ---- | ---- |
| 24     | 28     | 30     | 209  | 510  | -    | 809  | 771  | 725  | 767  |

| 1920 | 1930 | 1940 | 1950 | 1960 | 1970 | 1981 | 1990 | 1992 | 1994 |
| ---- | ---- | ---- | ---- | ---- | ---- | ---- | ---- | ---- | ---- |
| 771  | 728  | 712  | 698  | 618  | 603  | 494  | 473  | 490  | 490  |

| 1996 | 1998 | 2000 | 2002 | 2004 | 2006 | 2008 | 2010 | 2012 | 2014 |
| ---- | ---- | ---- | ---- | ---- | ---- | ---- | ---- | ---- | ---- |
| 490  | 492  | 542  | 569  | 588  | 660  | 709  | 726  | 711  | 723  |

| 2016 | 2018 | 2020 | 2022 | 2024 | 2026 | 2028 | 2030 | 2032 | 2034 |
| ---- | ---- | ---- | ---- | ---- | ---- | ---- | ---- | ---- | ---- |
| 742  | 730  | 796  | 825  | 843  | -    | -    | -    | -    | -    |

## Llocs d'interès
- Museu de Composicions i Partitures del mestre Lluís Duran i Massaguer[4]